# Stadio Pier Giovanni Mecchia
Lo stadio Pier Giovanni Mecchia è uno stadio polisportivo ubicato nella città italiana di Portogruaro (VE).
È utilizzato soprattutto per la pratica del calcio (ospitando le partite casalinghe della maggiore società locale, il Portogruaro) e per quella del ciclismo su pista (essendo provvisto di velodromo).
Sempre in ambito calcistico, l’impianto ha talora accolto in via transitoria le gare interne delle due maggiori società della città di Venezia, ovverosia il Venezia e il Mestre (laddove esse non hanno potuto disporre dei rispettivi stadi casalinghi).

## Storia
L'impianto venne costruito nel 1947 grazie al lascito di Pier Giovanni Mecchia, possidente terriero portogruarese grande appassionato di ciclismo: fin da subito ebbe vocazione polisportiva, in quanto attorno al campo erboso venne posto in opera il primo e unico velodromo della provincia di Venezia. L'inaugurazione venne celebrata nel 1948, alla presenza tra gli altri di Giordano Cottur, Antonio Bevilacqua e Adolfo Leoni.
Per decenni le attività di ciclismo su pista furono le più prestigiose ospitate dal campo: il Mecchia ospita infatti i campionati provinciali pistard di Venezia e di Treviso e ha accolto nella sua storia numerose competizioni di livello nazionale e internazionale.
Più modesta è la storia della pratica calcistica, giacché la maggior squadra locale, il Portogruaro, ha al suo attivo una decina di partecipazioni ai campionati professionistici italiani: il massimo livello raggiunto è costituito dal campionato di Serie B 2010-2011, conclusosi con un'immediata retrocessione in terza serie.
Proprio a seguito della promozione del suddetto club in serie cadetta, nel 2010 lo stadio venne sottoposto ad una ristrutturazione, onde adeguarlo agli standard della categoria e permettere al Portogruaro di continuare a giocarvi le partite casalinghe. In tale circostanza lo stadio venne portato alla capienza di 4.021 posti (leggermente inferiore al progetto iniziale, che ne prevedeva 4.635) e nelle pertinenze vennero installati tornelli e altri ausili di prefiltraggio del pubblico. Onde consentire l'esecuzione dell'intervento, il club granata dovette dunque giocare le prime cinque gare interne dell'annata 2010-2011 in campo neutro, segnatamente allo stadio Friuli di Udine.

## Dati strutturali

### L'impianto
Lo stadio è ubicato in località Palù, nelle immediate vicinanze del centro storico di Portogruaro. La struttura, data la presenza del velodromo attorno al campo erboso, è a pianta ellittica: gli spalti (separati dal prato dalla pista ciclistica) possono accogliere un massimo di 4 021 spettatori seduti, suddivisi in tre settori:
- Tribuna centrale: 1 996 posti, più 30 postazioni per operatori della stampa
- Tribuna laterale (sede dei tifosi organizzati locali): 690 posti
- Gradinata nord (dedicata alle tifoserie ospiti): 1 335 posti

La tribuna centrale e parte della gradinata sono le uniche porzioni di spalti permanenti dell'impianto, essendo costruiti in calcestruzzo armato. La tribuna laterale e il prolungamento della gradinata sono invece realizzati in tubolari d'acciaio, implementati nel 2010. I posti sono tutti scoperti ad eccezione della sezione più centrale della tribuna principale.
L'illuminazione notturna del campo è garantita da quattro torri-faro erette esternamente al perimetro dell'arena, all'incirca in corrispondenza degli angoli del prato.
I locali tecnici e di servizio dello stadio sono ubicati all'interno della tribuna centrale e in uno stabile costruito alle spalle della curva est del velodromo, affacciato sul giardinetto pubblico di piazza Unione Europea.

### Velodromo
Il velodromo dello stadio Mecchia (l'unico della provincia di Venezia) è pavimentato in cemento alla grafite e lungo 395,78 m. Sua caratteristica tecnica peculiare sono le curve a sezione parabolica con raggio di 38,75 m, pendenza massima di 90° e a metà curva di 27°. Tale individualità rende la pista non conforme alle normative internazionali per le competizioni pistard, ma d'altro canto ne consente una sicura praticabilità anche a utenti inesperti.

## Altri usufruttuari
Nel corso della sua storia lo stadio di Portogruaro ha ospitato transitoriamente le gare interne di altre squadre calcistiche non basate in città.
Durante il campionato di Lega Pro Seconda Divisione 2012-2013 la temporanea inagibilità dello stadio Penzo di Venezia obbligò il club lagunare ad adottare il Mecchia come campo casalingo. Gli arancioneroverdi vi disputarono dunque le fasi finali dei playoff promozione: la semifinale del 2 giugno 2013 contro il Renate (vinta per 1-0 davanti a 1 024 spettatori) e la finale del 16 giugno contro il Monza (vinta per 3-2 dinnanzi a 3 000 persone).
Nel 2017 è stato invece il Mestre, neopromosso in Serie C, ad adottare il Mecchia come campo interno, in quanto lo stadio Francesco Baracca (storico impianto arancionero) non è omologato per le normative del calcio professionistico italiano. In virtù di ciò l'impianto portogruarese venne sottoposto ad un ulteriore intervento di adeguamento.